# Holling (Moselle)
Holling (németül: Hollingen) település a Nied folyó jobb partján, fekszik Moselle megyében, Franciaországban, a német határtól mindössze 12 km-re. A legközelebbi város a mintegy 35 km-re fekvő Metz. Lakosainak száma 443 fő (2022. január 1.). Holling Anzeling, Bettange, Freistroff, Gomelange, Rémelfang és Valmunster községekkel határos.

## Története
A települést először 1196-ban említik Hulingen, majd 1260-ban Holdange néven. Eredetileg a Mettlachi Apátság birtokolta az egyébként Lotaringiához tartozó területet, s így az a Német-római Birodalom része volt. A XVI. század végén a Francia vallásháborúk következtében járvány pusztított a faluban, ami az akkor itt élt 70 családból csak 14-et hagyott életben. Szent Hubertusz tiszteletére emelt templomát 1765-ben építtették. A terület 1766-ig maradt német-római fennhatóság alatt, amikor is a franciák annektálták. A terület többször gazdát cserélt, majd 1871-ben a frankfurti béke értelmében Németországhoz került. Ekkor lakosai főként gabona- és dohánytermesztéssel, valamint állattenyésztéssel foglalkoztak, de volt a faluban egy malom, valamint egy homokkő- és gipszbánya is. 1871-ben 92 házában 367 lakos élt. Nem sokkal később a templom ma is látható harangtornya készült el 1880-ban.
A településen mindkét világháborúban többször is átvonult a front. Az első világháborút követően a falu a Versailles-i békeszerződés értelmében visszakerült Franciaországhoz, majd a második világháborúban a Wehrmacht foglalta el és csatolta vissza Németországhoz, 1945 óta pedig ismét francia terület. A település templomát 1950-ben újították fel.

## Polgármesterei
- 1983-ig Joseph Isler
- 1983–2008 Jean-Paul Boyon
- 2008–2020 Joseph Graff
- 2020–2021 Letitia Kircher
- 2021-től Marc-Olivier Borsi

## Lakosság
A település ma is, akárcsak történelmileg, elsősorban földműveléssel és állattenyésztéssel foglalkozik. A 2018-as adatok szerint a falu területéből 36,5% szántó, 33,2% rét és legelő, 10,3% erdő, 7,1% vegyes mezőgazdasági hasznosítású, 8,4% beépített terület.
A településen 1800 óta tartanak népszámlálásokat. Népessége az alábbiak szerint változott:

### XIX. század
| Év       | 1800 | 1806 | 1821 | 1836 | 1841 | 1861 | 1866 | 1871 | 1875 | 1880 | 1885 | 1890 | 1895 |
| Lakosság | 305  | 436  | 468  | 478  | 445  | 401  | 386  | 367  | 353  | 333  | 328  | 331  | 278  |

### Az 1980-as évekig
| Év       | 1900 | 1905 | 1910 | 1921 | 1926 | 1931 | 1936 | 1946 | 1954 | 1962 | 1968 | 1975 | 1982 |
| Lakosság | 261  | 247  | 239  | 233  | 241  | 262  | 251  | 225  | 211  | 244  | 233  | 243  | 254  |

### Az 1990-as évektől
| Év       | 1990 | 1999 | 2005 | 2006 | 2010 | 2015 | 2020 |
| Lakosság | 277  | 307  | 313  | 308  | 445  | 441  | 430  |